# Lớp Chân đào
Lớp Chân đào, tên khoa học Scaphopoda, là một lớp của ngành Mollusca, sống ở biển có vỏ với sự phân bố trên toàn thế giới và là lớp duy nhất của các loài thân mềm biển không ăn thịt. Vỏ của các loài trong lớp này có chiều dài từ 0,5 đến 15 cm. Các loài của bộ Dentaliida có xu hướng lớn hơn đáng kể so với các loài của bộ Gadilida.
Những loài Scaphopoda sống trong các chất nền mềm ngoài khơi (thường không ở bờ biển). Do môi trường sống trong triều và kích thước nhỏ ở hầu hết các loài, nhiều người đi biển không quen với chúng; vỏ của chúng không phổ biến hoặc dễ dàng nhìn thấy trên bãi biển trôi dạt như vỏ ốc biển và trai.
Dữ liệu phân tử cho thấy rằng Scaphopoda là một nhóm chị em với Cephalopoda, mặc dù sự phát sinh loài thân mềm ở cấp độ cao hơn vẫn chưa được giải quyết.

## Định hướng
Hình dạng hình thái của cơ thể các loài Scaphopoda gây khó khăn cho việc định hướng nó một cách thỏa đáng. Kết quả là các nhà nghiên cứu thường không đồng ý về hướng nào là trước / sau và hướng nào là bụng / lưng. Theo Shimek và Steiner, "đỉnh của vỏ và lớp áo là mặt lưng về mặt giải phẫu, và miệng vỏ lớn là bụng và mặt trước. Do đó, mặt lõm của vỏ và nội tạng là mặt lưng về mặt giải phẫu. Mặt lồi phải được chia thành mặt trước phần bụng và phần mặt sau, với hậu môn là ranh giới. Về mặt chức năng, giống như ở động vật chân đầu, miệng vỏ lớn với bàn chân là phía trước, vùng đỉnh ở phía sau, mặt lưng bên lõm và phần bụng bên lồi. "

Sơ đồ giải phẫu của Rhabdus rectius

## Giải phẫu học

### Vỏ
Vỏ của các thành viên thuộc bộ Gadilida thường nhẵn bóng như thủy tinh, ngoài ra nó khá hẹp và có miệng vỏ giảm dần. Điều này cùng với các cấu trúc giải phẫu khác của chúng cho phép chúng di chuyển với tốc độ đáng ngạc nhiên qua lớp trầm tích lỏng lẻo để thoát khỏi những kẻ săn mồi tiềm ẩn ở đáy.
Mặt khác, Dentaliida có xu hướng có những đường gân mạnh mẽ và vỏ thường khá thô ráp. Khi chúng cảm nhận được những rung động ở bất cứ đâu xung quanh chúng, phản ứng phòng thủ của chúng là đóng băng. Điều này khiến chúng khó bị phát hiện hơn bởi các loài động vật như cá trong bộ Chimaeriformes, loài có thể cảm nhận được các tín hiệu điện phát ra từ chuyển động cơ nhỏ nhất.

### Khoang áo
Khoang áo của Scaphopoda hoàn toàn nằm trong vỏ. Chân kéo dài từ phần cuối lớn hơn của vỏ, và được sử dụng để đào hang qua chất nền. Scaphopoda tự đặt đầu của nó xuống trong cát, với phần đỉnh của vỏ (ở phía sau cơ thể động vật) hướng lên trên. Tuy nhiên, phần cuối này hiếm khi xuất hiện trên mặt nền, vì làm như vậy, con vật sẽ tiếp xúc với nhiều kẻ săn mồi. Hầu hết các loài trong lớp Scaphopoda trưởng thành sống cuộc sống của chúng hoàn toàn chôn vùi trong cát.
Nước đi vào lỗ ở khoang áo qua chóp lỗ miệng và được lan truyền dọc theo bề mặt cơ thể bởi các lông mao. Nó không có mang, toàn bộ bề mặt của khoang áo hút oxy từ nước. Không giống như hầu hết các động vật thân mềm khác, không có dòng nước liên tục với một dòng thở ra riêng biệt. Thay vào đó, nước đã khử oxy sẽ nhanh chóng được tống ngược trở lại qua lỗ trên đỉnh thông qua hoạt động cơ bắp cứ sau mười đến mười hai phút một lần.

### Ăn và tiêu hóa
Một số xúc tu nhỏ xung quanh chân, được gọi là captacula, tìm kiếm thức ăn ở lớp cát và bám vào các mảnh thức ăn, sau đó chúng chuyển đến miệng. Miệng có một lưỡi dao nghiền có thể chia thành từng miếng nhỏ hơn để tiêu hóa. Các răng và sụn miệng hỗ trợ của họ Gadilidae có cấu trúc giống như dây kéo, nơi răng chủ động nghiền nát con mồi bằng cách mở và đóng liên tục, trong khi các răng và râu của họ Dentaliidae hoạt động giống như cái rựa để kéo con mồi vào thực quản, đôi khi là toàn bộ.
Răng khổng lồ của Scaphopoda là cơ quan lớn nhất so với kích thước cơ thể của bất kỳ loài thân mềm nào (trong số chúng, ngoại trừ thân mềm hai mảnh vỏ, sự hiện diện của nó là một đặc điểm xác định). Phần còn lại của hệ tiêu hóa bao gồm một túi tiêu hóa, thực quản, dạ dày và ruột. Một tuyến tiêu hóa tiết ra các enzym vào dạ dày, nhưng, không giống như một số động vật thân mềm khác, nó không tự tiêu hóa trực tiếp thức ăn. Hậu môn mở ra trên bụng / mặt dưới của con vật, gần ở giữa lỗ khoang áo.

### hệ thống thần kinh
Hệ thống thần kinh nói chung tương tự như của động vật chân đầu. Mỗi cặp hạch não và màng phổi nằm gần thực quản, và hình thành nên bộ não của động vật một cách hiệu quả.

## Sinh sản và phát triển
Scaphopoda có giới tính riêng biệt và thụ tinh ngoài. Chúng có một tuyến sinh dục duy nhất chiếm phần lớn phần sau của cơ thể, và thải các giao tử của chúng vào nước.
Sau khi được thụ tinh, trứng nở thành ấu trùng trochophore sống tự do, phát triển thành ấu trùng veliger gần giống với trưởng thành hơn, nhưng không có độ dài bằng với độ dài của cơ thể trưởng thành. Scaphopoda vẫn giữ nguyên hình thái trong suốt quá trình phát sinh trái ngược với thân mềm hai mảnh vỏ.

## Phân loại
Nhóm này bao gồm hai nhánh con, Dentaliida (có thể là cận ngành) và Gadilida đơn ngành.
Theo Cơ sở dữ liệu sinh vật biển:
- Dentaliida da Costa, 1776
  - họ Anulidentaliidae Chistikov, 1975 – 3 loài
  - họ Calliodentaliidae – 1 chi
  - họ Dentaliidae Children, 1834 – 14 loài
  - họ Fustiariidae Steiner, 1991 – 1 loài
  - họ Gadilinidae Chistikov, 1975 – 3 loài
  - họ Laevidentaliidae Palmer, 1974 – 1 loài
  - họ Omniglyptidae Chistikov, 1975 – 1 loài
  - họ Rhabdidae Chistikov, 1975 – 1 loài
- Gadilida Starobogatov, 1974
  - phân bộ Entalimorpha Steiner, 1992
    - họ Entalinidae Chistikov, 1979  – 9 loài

  - phân bộ Gadilimorpha Steiner, 1992
    - họ Gadilidae Stoliczka, 1868 – 8 loài
    - họ Pulsellidae Scarabino in Boss, 1982 – 3 loài
    - họ Wemersoniellidae Scarabino, 1986 – 2 loài